# Melissa Hartwigová
Melissa Hartwigová (* 4. března 1974, Nashua, New Hampshire) je americká výživová poradkyně a spisovatelka.
Je spoluautorkou knih Jídlo na prvním místě a Whole30, které figurovaly na žebříčcích bestsellerů New York Times. Vystupovala v pořadech Today Show nebo Dr. Oz Show. Po celém světě vede semináře o zdraví a výživě. Spoluzaložila program „Whole30“, označovaný také jako třicetidenní restart. Žije v Salt Lake City v Utahu.

## Život a kariéra
Melissa Hartwigová a její manžel Dallas Hartwig založili v roce 2009 program „Whole30“. Oba se stali certifikovanými sportovními a výživovými poradci. V roce 2010 Melissa Hartwigová opustila své zaměstnání v pojišťovnictví a naplno se začala věnovat projektu Whole30. Společně napsali knihy It Starts With Food“ (2012) a The Whole30: The 30-Day Guide to Total Health and Food Freedom (2015). Když se v roce 2015 rozešli, Melissa Hartwigová převzala celou společnost Whole 30 a vydala další knihu Food Freedom Forever: Letting Go of Bad Habits, Guilt, and Anxiety  Around Food (2016). Posledně jmenovaná kniha vyšla česky v roce 2017 jako Svoboda v jídle jednou provždy: Jak se zbavit špatných návyků, pocitu viny a úzkostí spojených s jídlem. Vydalo ji nakladatelství Jan Melvil Publishing.

## Whole30
Whole30 je třicetidenní dieta, která omezuje konzumaci cukru, alkoholu, obilovin, luštěnin, sóji a mléčných výrobků. Je přirovnávána k paleodietě, i když je přísnější, protože není povolen med nebo javorový sirup.
Z jídel je povoleno maso, oříšky, semínka, mořské plody, vejce, zelenina a ovoce. Není nutné jídlo vážit nebo počítat kalorie. Po skončení diety jsou znovu postupně zařazovány další potraviny mimo schválený seznam a dokumentují se zdravotní následky. Zakladatelé programu Melissa Hartwigová a Dallas Hartwig uvádějí, že cukr, obiloviny, mléčné výrobky, alkohol a luštěniny ovlivňují váhu, úroveň energie i stresu.
V roce 2016 vydal New York Times článek o užívání Instagramu lidmi, kteří hubnou. Všiml si, že přes jeden milion uživatelů Instagramu sdílelo hashtag #Whole30.
Zatím nebyly provedeny žádné studie, které by se zaměřily na zdravotní dopady diety Whole30. Dietologové ovšem obecně souhlasí s doporučením zařadit do jídelníčku bílkoviny, zeleninu, průmyslově nezpracované potraviny a vyhýbat se přidanému cukru nebo alkoholu. Podle některých názorů je ovšem dieta extrémní. V roce 2013 byla například magazínem Health Magazine označena za nejhorší výživový trend roku 2013. Jiné magazíny naopak přinesly pozitivní hodnocení Whole30, která může být nápomocná i v případě snižování krevního cukru nebo při celiakii.

## KnihaSvoboda v jídle jednou provždy
V knize Svoboda v jídle jednou provždy: Jak se zbavit špatných návyků, pocitu viny a úzkostí spojených s jídlem Melissa Hartwigová tvrdí, že diety nefungují a že ani její publikace nepřináší univerzálně platný jídelníček, pokud jde o složení resp. pestrost stravy. Namísto toho předkládá know-how: plán, jenž čtenáře ve třech krocích provádí procesem sestavení zdravého a vyváženého jídelníčku.
Melissa Hartwigová je známá „tvrdou láskou“ a nulovými kompromisy. V knize Svoboda v jídle přináší zejména nástroje pro práci s návyky. Ukazuje, jak zvládnout pokušení, jak poznat špatné stravovací návyky a uvědomit si jejich spouštěče včas. V knize vysvětluje, jaký je rozdíl mezi dietou a „restartem“, jak posílit vůli, jak si užít dovolenou i bez „all inclusive“ nebo jak si poradit s láskou k sýru či k cukroví.

## KnihaJídlo na prvním místě
Kniha Jídlo na prvním místě vyšla poprvé česky v roce 2015. Hartwigovi v knize uvádí, že nejde o další dietu, ale především o návrat k průmyslově nezpracovaným základním potravinám a k nízkosacharidovému složení pokrmů. Kniha vysvětluje teoretické výhody přechodu na nový systém výběru potravin a přináší praktický postup, jak životní změnu začít. Obsahuje recepty a tipy na jednotlivá jídla.